# Franciszek Ksawery Baldauf
Franciszek Ksawery Baldauf (ur. 31 marca 1775 w Simmerbergu, zm. 8 kwietnia 1858 w Warszawie) – lekarz Legionów Polskich, wojsk Księstwa Warszawskiego, armii Królestwa Polskiego.

## Życiorys
Urodził się w Bawarii w miejscowości Simmerberg 31 marca 1775 w rodzinie Franciszka Ksawerego i ego żony Barbary z domu Mulin. Pierwsze nauki pobierał w pobliskim Weiler a następnie w gimnazjum w Augsburgu.
Wstąpił do wojska jako podchirurg i był na żołdzie Królestwa Sycylii. Nie jest jasne w jakich okolicznościach przystąpił do Legionów Polskich we Włoszech wiadomo, że z Legionami przebył praktycznie cały szlak bojowy na półwyspie Apenińskim. Rozpoczął studia medyczne w Mediolanie, które ukończył i uzyskał dyplom doktorski w 1803 na uniwersytecie w Pawii. Opatrywał rannych po bitwie pod Liniago, Weroną i Castel-Franco oraz był w oblężonej Mantui i trafił do niewoli austriackiej.
W 1801 służył jako chirurg w I półbrygadzie pod dowództwem Józefa Grabińskiego. W 1807 wraz z formacjami legionowymi przybył do Polski i służył w Legii Nadwiślańskiej. Z Legią przeszedł cały szlak bojowy i za kampanię na półwyspie Iberyjskim dostał Legię Honorową a w 1812 otrzymał tytuł kawalera cesarstwa. Wziął udział w inwazji na Rosję w 1812, brał udział w bitwach pod Smoleńskiem, pod Możajskiem oraz w przeprawie przez Berezynę. Wziął również udział w bitwie narodów pod Lipskiem. W 1813 został odznaczony Krzyżem Kawalerskim Polskim. Od grudnia 1814 był lekarzem w 1 pułku piechoty, w maju 1816 został lekarzem w dywizji piechoty. W latach 1818–1822 pełnił również obowiązki lekarza naczelnego wojska. Również w tym okresie prowadził zajęcia z anatomii na Królewskim Uniwersytecie Warszawskim. Pod koniec marca 1830 podał się do dymisji z prawem do pełnego wynagrodzenia i noszenia munduru. Po wybuchu powstania listopadowego zgłosił się do służby i został lekarzem naczelnym Szpitala Głównego (Ujazdowskiego) a następnie w lazarecie w Łazienkach urządzonym w szkole podchorążych.
Należał do członków założycieli Towarzystwa Lekarskiego Warszawskiego, działał w nim i umieścił opis trzech przypadków ze swojej praktyki lekarskiej w "Pamiętniku Towarzystwa Lekarskiego Warszawskiego". Był członkiem Warszawskiego Towarzystwa Dobroczynności.
Żonaty z Anną Marią Tonett, z którą miał dwie córki: Józefa Julia Ksawera i Serafina Fortunata. Zmarł 8 kwietnia 1858 w Warszawie i pochowany został na cmentarzu Powązkowskim.

## Odznaczenia i nagrody
- Legia Honorowa,
- tytuł Kawalera cesarstwa,
- Krzyż kawalerski Virtutii Militari,
- Order Świętego Włodzimierza,
- Order Świętej Anny,
- Znak Honorowy za 30 lat służby.